# Live in San Francisco (album Capletona)
Live in San Francisco – czwarty album koncertowy Capletona, jamajskiego wykonawcy muzyki reggae i dancehall.
Ten dwupłytowy album (CD+DVD) został wydany 27 czerwca 2006 roku przez amerykańską wytwórnię 2B1 Records. Znalazło się na nim nagranie z koncertu Capletona w San Francisco w 2005 roku. Produkcją krążka zajął się Dusty Hughston.

## Lista utworów
1. "Intro"
2. "Jah Jah City"
3. "Cu-yah"
4. "More Fire"
5. "Who Dem"
6. "Hunt You"
7. "Good in Her Clothes"
8. "Can't Sleep Ah Night"
9. "Heathen Reign"
10. "Dis Tha Trinity"
11. "Mystic in the Clouds"
12. "It Was Written"
13. "Tour"
14. "More Prophet"
15. "Universal / Stay Far"
16. "High Trade"
17. "Critics"
18. "Danger Zone"
19. "Stand Tall"
20. "Who I Am"
21. "Raggy Road"
22. "Can't Hold We Down"
23. "Sadam & Gamora"
24. "Hands Off"
25. "Crazy Look"
26. "Gimme Di Woman"
27. "So Much Woman"